# Mozirje (plaats)
Mozirje is een plaats in Slovenië en maakt deel uit van de gemeente Mozirje in de NUTS-3-regio Savinjska. De plaats telde 2.134 inwoners op 1 januari 2020.